# Гессе, Эрнст Кристиан
Эрнст Кристиан Гессе (нем. Ernst Christian Hesse; 14 апреля 1676, Гросенготтерн — 16 мая 1762, Дармштадт) — немецкий капельмейстер, композитор и выдающийся скрипач.

## Биография
Эрнст Кристиан Гессе родился 14 апреля 1676 года в Гросенготтерне, Тюрингия, в семье советника-опекуна и церковного архитектора Иоганнеса Гессе (1651—1694) и его жены Магдалены Доротеи Гессе, урожденной Кирст (1654—1695), посещал школу в Лангензальце и Айзенахе. Он изучал право в Гизене  затем Виолу да Гамбу в Дармштадте. В 1692 году, в возрасте 16 лет, он выступал перед ландграфом Эрнстом Людвигом Гессен-Дармштадтским, который нанял его для своего двора. Затем ландграф отправил его для дальнейшего обучения в Париж под руководством двух ведущих композиторов-исполнителей того времени, Марена Маре и Антуана Форкре. Но Маре и Форкре были непримиримыми соперниками, и Гессе не мог учиться под обоими — по крайней мере, под одним и тем же именем. Так, для одного из учителей он называл себя настоящим именем Гессе, а для другого — «Сакс». План провалился, когда два конкурирующих учителя решили продемонстрировать своих лучших учеников на публичном соревновании, не осознавая, что это один и тот же ученик.  Гессе смог угодить обоим мастерам, играя поочередно в их стилях, и это привело к сближению между ними.
Затем Гессе как виртуоз гастролировал по Европе, подружился с Иоганном Маттезоном и Георгом Фридрихом Генделем и возможно, учился у Антонио Вивальди в Мантуе. В пасхальное воскресенье, 8 апреля 1708 года, в Риме, скорее всего, именно Гессе исполнил требовательную сольную партию виолы да гамба на премьере оратории Генделя «Воскресение» (HWV 47) под управлением Арканджело Корелли. Он вернулся в Дармштадт в 1708 году, где в 1713 году женился на певице-сопрано Иоганне Элизабет Дёбрихт (1692—1786). Он стал капельмейстером в Вене, оставаясь там до 1719 года. Он также был назначен военным комиссаром и военным советником («секретарь der Kriegs- und französischen, auch anderer ausländischen Affairen»: министр войны, Франции и иностранных дел). Эрнст Кристиан вернулся в Дармштадт, где и умер в 1762 году в возрасте 86 лет.
Большинство его сочинений (оперы, сонаты, церковная музыка) утеряны,  но сохранились опера и некоторые пьесы гамбы, а также есть некоторые записи его музыки.

## Семья
Эрнст Кристиан Гессе был трижды женат и имел 18 детей.
Первый брак Эрнст Кристиан Гессе заключил в 1696 году с Катариной Магдаленой Мерк (1680—1698), дочерью дармштадтского придворного аптекаря Георга Фридриха Мерка (1647—1715). Первый брак остался бездетным.
Его второй женой стала Анна Катарина Мерк (1682—1713) в 1703 году. Она была сводной сестрой его первой жены.
Дети от второго брака:
- Георг Фридрих Гессе (1704)
- Георг Фридрих Гессе (1705—1707)
- Анна Элизабет Гессе (1707—1766) — в 1726 году вышла замуж за Георга Фридриха Антона Шнайдера (1697—1736).
- Георг Людвиг Гессе (1709—1729)
- Франц Эрнст Гессе (1711)
- Мария Гедвига Гессе (1712—1780) — в 1736 году вышла замуж за Генриха Бернхарда Юнга.

Его третьей женой стала оперная певица Иоганна Элизабет Дёбрихт (1692—1786) в 1713 году.
Дети от третьего брака:
- Людвиг Эрнст Гессе (1714—1772) — в 1742 году женился на Элеоноре Доротее Арнольд (1718—1766).
- Иоганн Вильгельм Гессе (1715—1807) — в 1743 году женился на Кристиане Элеоноре Эльверт (1725—1792).
- Людвиг Кристиан Гессе[нем.] (1716—1772) — композитор и скрипач, никогда не был женат и не имел детей.
- Шарлотта Фридерика Гессе (1717—1800) — в 1738 году вышла замуж за Филиппа Вольрата Клипштайна (1711—1773), брата государственного министра в ландграфстве Гессен-Дармштадт Якоба Кристиана Клипштайна[нем.] (1715—1786), сына лесничего Иоганна Даниэля Клипштайна (1674—1740) и внука лесничего Каспара Клипштайна (1627—1679), от которого у неё было четверо детей, в том числе лесничий Андреас Якоб Клипштайн (1750—1789), который впоследствии стал отцом лесовода Филиппа Энгеля фон Клипштайна (1777—1866).
- Юстус Филипп Гессе (1720)
- Кристина Элизабет Гессе (1721—1724)
- Симон Генрих Гессе (1722—1756) — был женат на Еве Элизабет Шнайдер (1718—1754).
- Конрад Фридрих Гессе (1724—1787) — в 1749 году женился на Анне Катарине Мерк (1731—1798), дочери фармацевта Иоганна Франца Мерка[нем.] (1687—1741) и сводной сестре писателя Иоганна Генриха Мерка (1741—1791).
- Франц Эрнст Гессе (1726—1730)
- Андреас Петер фон Гессе[нем.] (1728—1803) — в 1761 году женился Фридерике Катарине Флаксланд (1744—1801), сестре Марии Каролины Гердер (1750—1809), которая была замужем за философом Иоганном Готфридом Гердером (1744—1803), у него была дочь Генриетта фон Гессе (1764—1800), которая впоследствии вышла замуж за вышла замуж за естествоиспытателя и директора музея Эрнста Шлейермахера[нем.] (1755—1844), сына врача Карла Шлейермахера[нем.] (1710―1781), внука врача Людвига Шлейермахера (1670―1716) и правнука доктора медицины и личного врача ландграфини Елизаветы Доротеи Саксен-Гота-Альтенбургской Иоганна Бартоломеуса Шлейермахера (1632―1691), которому она родила двоих сыновей Людвига Шлейермахера[нем.] (1785—1844) и Андреаса Шлейермахера[нем.] (1787—1858), которые впоследствии стали учёными.
- Магдалена Элизабет Гессе (1730—1734)
- Кристиана Элизабет Гессе (1731—1759)